# Rzejowice (gromada)
Rzejowice – dawna gromada, czyli najmniejsza jednostka podziału terytorialnego Polskiej Rzeczypospolitej Ludowej w latach 1954–1972.
Gromady, z gromadzkimi radami narodowymi (GRN) jako organami władzy najniższego stopnia na wsi, funkcjonowały od reformy reorganizującej administrację wiejską przeprowadzonej jesienią 1954 do momentu ich zniesienia z dniem 1 stycznia 1973, tym samym wypierając organizację gminną w latach 1954–1972.
Gromadę Rzejowice siedzibą GRN w Rzejowicach utworzono – jako jedną z 8759 gromad na obszarze Polski – w powiecie radomszczańskim w woj. łódzkim, na mocy uchwały nr 36/54 WRN w Łodzi z dnia 4 października 1954. W skład jednostki weszły obszary dotychczasowych gromad Rzejowice, Rzejowice-Dąbrówka, Granice, Tworowice i Gembartówka ze zniesionej gminy Przerąb oraz obszar dotychczasowej gromady Biestrzyków Wielki ze zniesionej gminy Dmenin w tymże powiecie. Dla gromady ustalono 17 członków gromadzkiej rady narodowej.
Gromada przetrwała do końca 1972 roku, czyli do kolejnej reformy gminnej.